# Газопереробний завод Хурсанія
Газопереробний завод Хурсанія – підприємство нафтогазової промисловості на сході Саудівської Аравії.

## Перша черга
Перша черга газопереробного майданчику була пов’язана з проектом розробки нафтових родовищ Хурсанія, Абу-Хадрія та Фадхілі, який почав роботу в 2007 році. При цьому запуск ГПЗ Хурсанія дещо затримався і завод почав приймати попутний газ, виділений на установках сепарації нафти та газу, лише в 2009-му. Крім того, на новий ГПЗ по трубопроводу Абу-Алі – Хурсанія спрямували частину попутного газу з супергігантського нафтового родовища Беррі та облаштували перемички з трубопроводами Сафанія – Джуайма та Танаджиб – Беррі, які перекачували попутний газ супергігантських нафтових родовищ Сафанія та Марджан.
Перша черга мала дві технологічні лінії та була здатна приймати 28 млн м3 на добу (біля 10 млрд м3 на рік). Оскільки газ зазначених родовищ містить велику кількість сірководню та зріджених вуглеводневих газів, після переробки мали отримувати лише 15,5 млн м3 товарного газу (біля 5,8 млрд м3 на рік), а також 280 тисяч барелів фракції С2+ та 1800 тон сірки на добу. 
Також завод щодобово міг провадити підготовку 80 тисяч барелів конденсату – як із базових родовищ, так і постаченого по конденсатопроводу Сафанія – Беррі, що отримав перемичку з майданчиком ГПЗ Хурсанія.

## Друга черга
В 2011-му почався запуск офшорного газового родовища Каран, продукцію якого подали по трубопроводу Каран – Хурсанія. У комплексі з цим майданчик доповнили другою чергою із трьох однакових ліній загальною пропускною здатністю 50,8 млн м3 на добу (18,5 млрд м3 на рік). При цьому до національної газотранспортної мережі (Master Gas System, MGS) мало надходити лише біля 10 млрд м3 товарного газу на рік, оскільки під час підготовки вилучають велику кількість зріджених вуглеводневих газів, а також сірководню та двоокису вуглецю.

## Подальший розвиток
В 2013-му повторно ввели в розробку супергігантське нафтове родовище Маніфа, попутний газ та конденсат якого подали на газопереробний завод по системі Маніфа – Хурсанія.
В першій половині 2020-х в межах проекту розширення видобутку на Беррі проклали конденсатопровід Абу-Алі – Хурсанія, який повинен подавати для переробки до 40 тисяч барелів конденсату на добу. Одночасно з цим ГПЗ Хурсанія отримав нові технологічні потужності по роботі з конденсатом. Також у 2020-х роках ГПЗ Хурсанія має отримати доступ до конденсату походженням з супергігантського нафтового родовища Зулуф, центральна установка підготовки якого матиме сполучення із трубопроводом Сафанія – Беррі (втім, головним переробником продукції Зулуф визначений новий газопереробний завод Танаджиб).

## Інфраструктура ГПЗ
Товарний газ спрямовується до трубопроводів Хурсанія – Беррі та Хурсанія – Рас-аль-Хейр, тоді як зріджені вуглеводневі гази відправляються для подальшого фракціонування по трубопроводу Хурсанія – Джуайма. 
Енергетичні потреби заводу забезпечує ТЕЦ Хурсанія.